# Флотаційна машина з киплячим шаром

Схема флотаційної машини типу ФКМ-6,3. 1 — решітка; 2 — камера; 3 — надімпелерна труба; 4 — щілина циркуляційного потоку; 5 — жолоб; 6 — з'єднувальна труба; 7 — статор; 8 — імпелер.

Флотаційна машина з киплячим шаром належить до механічних флотомашин і за конструкцією відрізняється тим, що: по-перше, усередині камери на висоті 500—550 мм від дна камери 2 встановлюється решітка 1 з кутків, живий перетин щілин якої становить 18—20 % усієї її площі; по-друге, на передній стінці камери із зовнішньої або внутрішньої сторони встановлюється жолоб 5 постійного перетину, який з'єднаний трубою 6 з ковпаком надімпелерної труби 3. Жолоб служить для відбору через щілину 4 циркуляційного потоку на імпелер з верхньої зони камери.
Решітка забезпечує гасіння турбулентності потоків і їхній рівномірний розподіл по усьому горизонтальному перетину камери. У результаті цього над решіткою створюється киплячий шар мінеральних частинок і повітряні бульбашки разом з потоками рідини рухаються по криволінійних каналах, які утворюються завислими частинками. Це забезпечує багаторазове зіткнення бульбашок з мінеральними частинками і триваліший час їхнього контакту, ніж у машинах типу ФМ. Водночас різке зменшення турбулентності потоків у зоні мінералізації і флотації дозволяє звести до мінімуму демінералізацію повітряних бульбашок, а наявність висхідних потоків, спрямованих до пінного порога, прискорює вивід мінералізованих бульбашок з камери. Все це дає змогу підвищити швидкість флотації, а іноді й крупність флотованих частинок. Крім того, пульпа, що повертається на імпелер 8 і статор 7 через щілину 4, має низьку густину і не містить крупних абразивних частинок, що сприяє збільшенню терміну служби аератора.
Вітчизняна реалізація флотаційної машини цього типу — машина ФКМ-63 призначена у основному для збагачення гірничо-хімічної сировини флотаційної крупності, а також для руд кольорових металів.